# 松坝站
松坝站是位于中华人民共和国贵州省遵义市汇川区泗渡镇松杉村的一个铁路车站，建于1965年，有川黔铁路经过该站，现办理客货运业务，车站及其上下行区间均已电气化。车站距离重庆站279公里，隶属中国铁路成都局集团，是四等站。

## 概要
松坎站站内坡度0‰，原设有2条股道，川黔铁路电气化后增加至3条:57。车站目前仅办理列车接发、会让及往来重庆西和遵义5629/5630次一对列车的客运业务，不办理货运业务。
该站附近为十里樱花大道，春季花期期间有部分遵义市民利用火车前往赏花，高峰期每日乘降人数能达到900人。

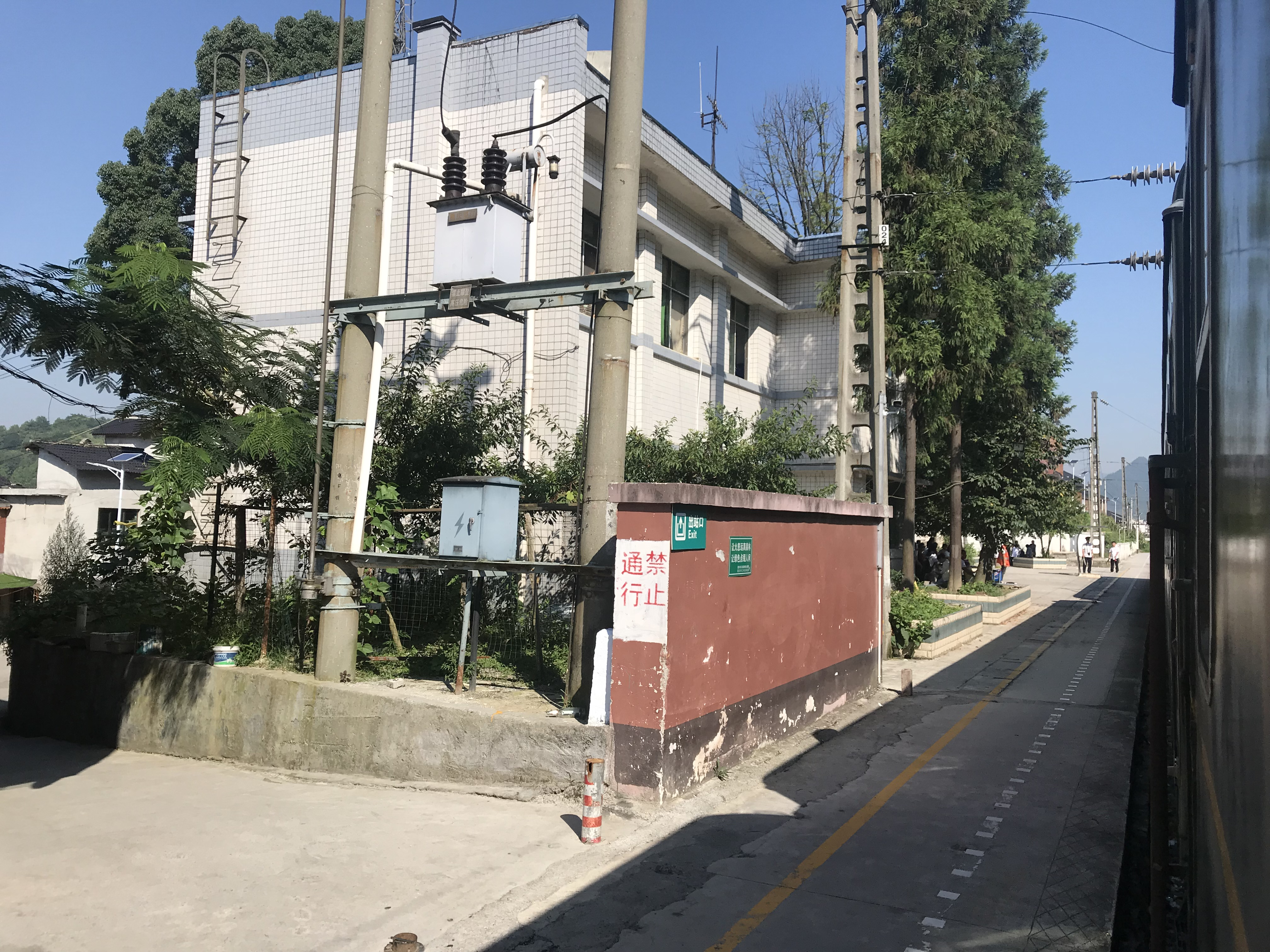
行车室
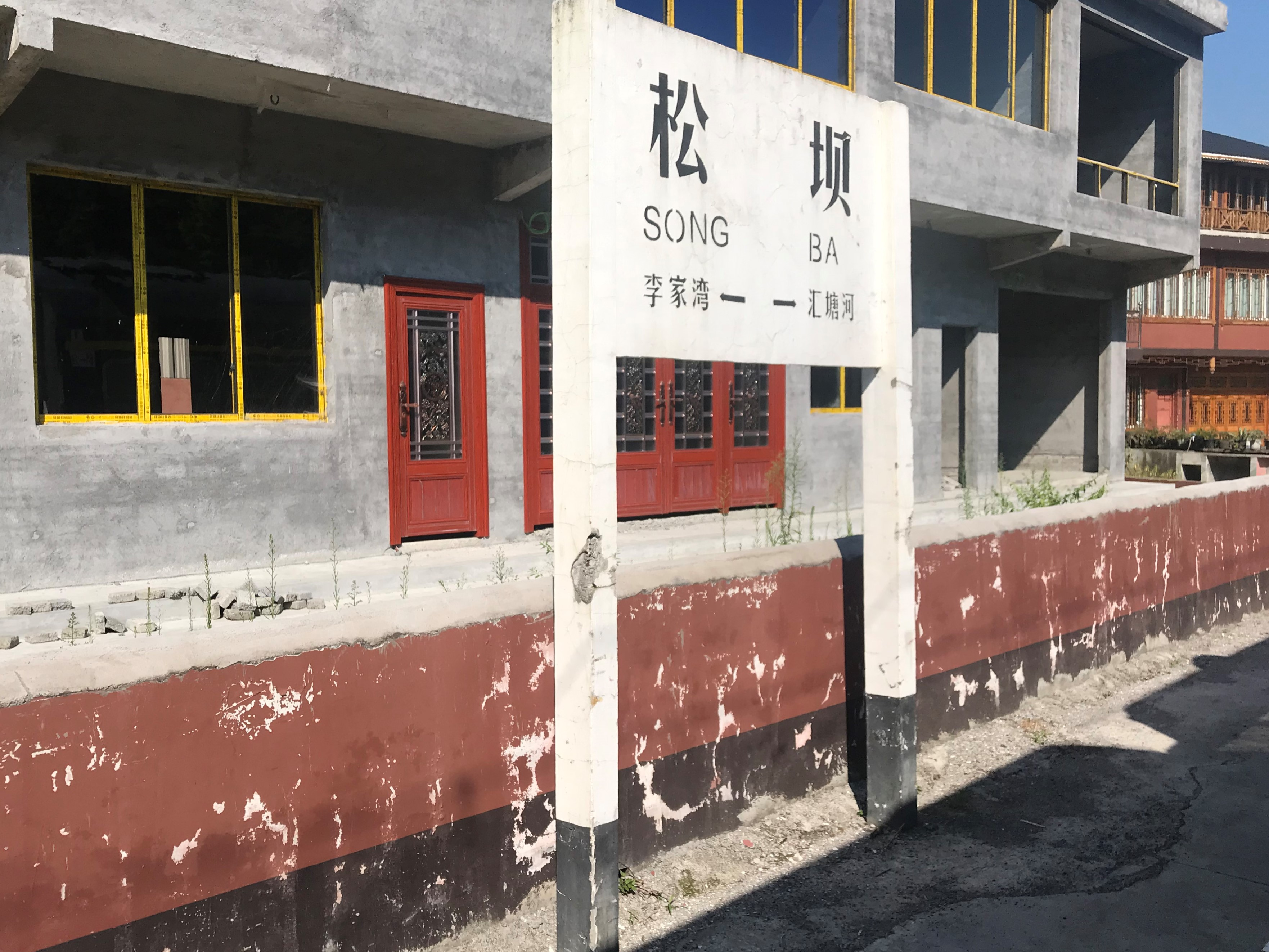
站牌
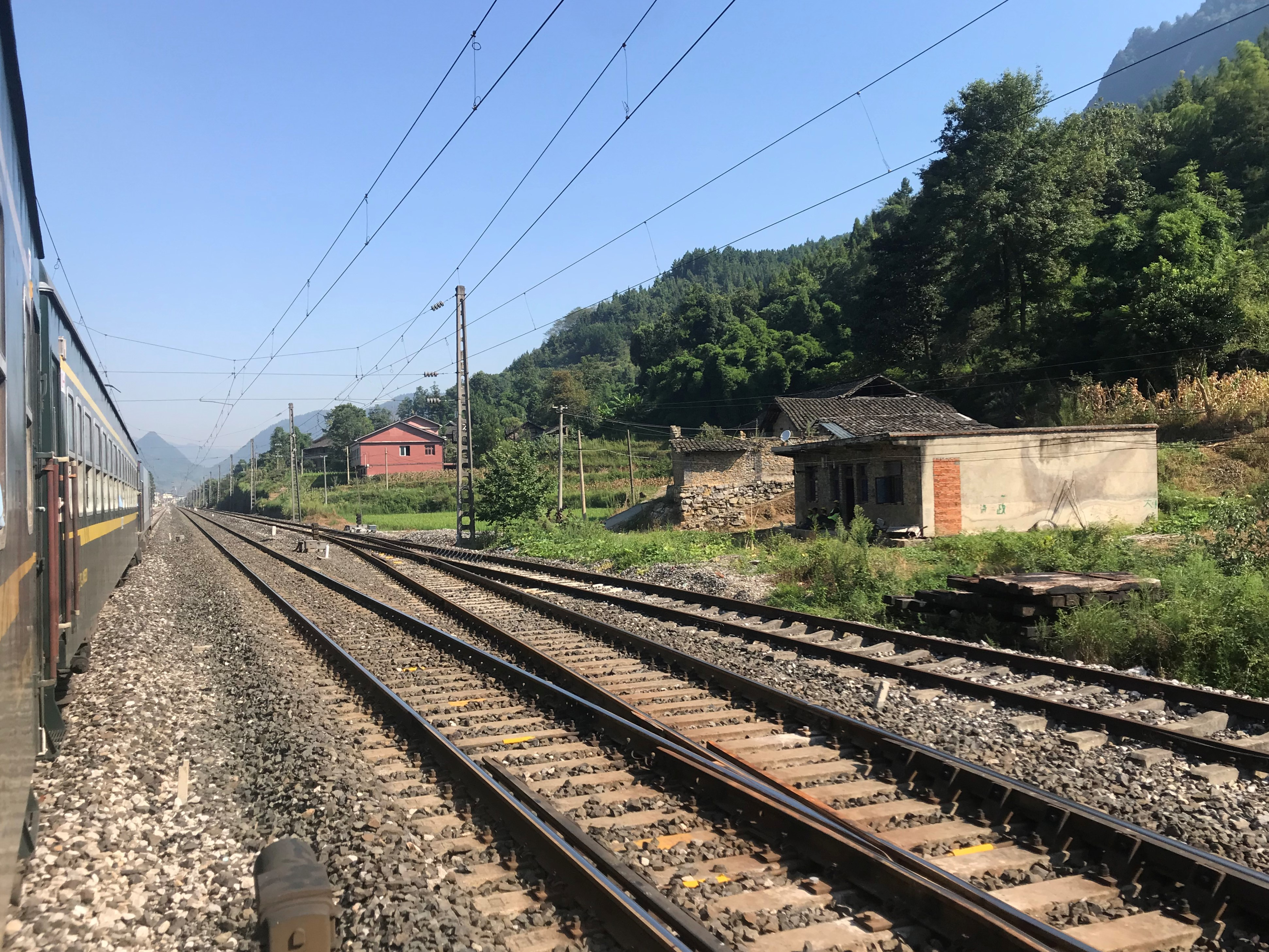
站场
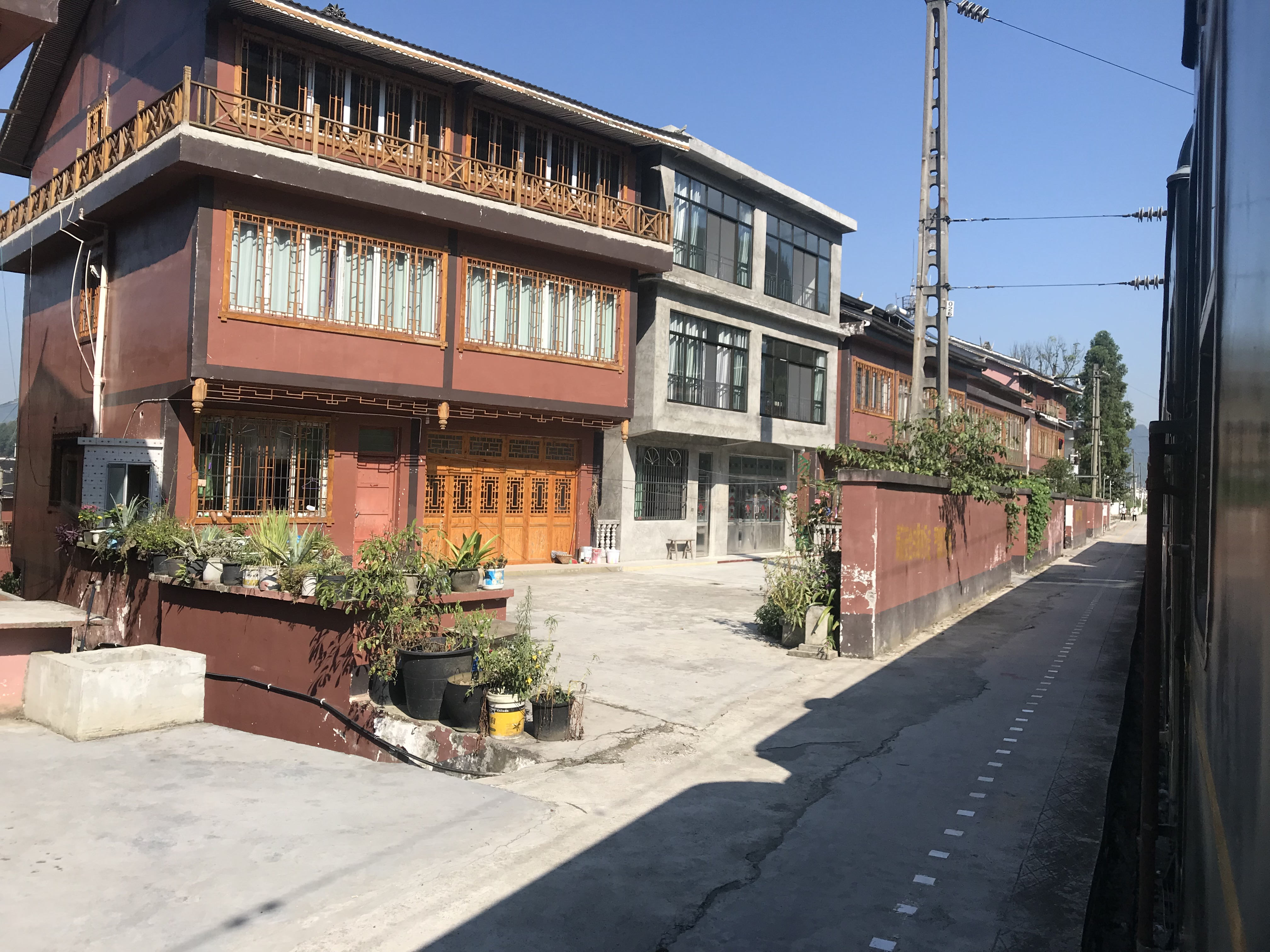
站台